# История почты и почтовых марок Феццана и Гадамеса
История почты и почтовых марок Феццана и Гадамеса (ныне в составе Ливии) условно подразделяется на:
- период французской оккупации с 1943 по 1951 год,
  - вначале в составе единой военной территории Феццан—Гадамес с центром в Сабхе (1943—1948),
  - затем с разделением на военную территорию Феццан (также с центром в Сабхе) и военную территорию Гадамес (1948—1951),
- период нахождения провинции Феццан—Гадамес в составе Королевства Ливия (с 1951 года)[1].

Во время французской оккупации для Феццана и Гадамеса производились эмиссии собственных почтовых марок, которые были прекращены в связи с объединением Феццана—Гадамеса с Триполитанией и Киренаикой в Соединённое Королевство Ливия[≡].

## Развитие почты
Исторически уровень развитости почтовой связи в Феццане, юго-западном регионе современной Ливии, был в значительной мере обусловлен тем, что его территория представляет собой преимущественно пустынные земли, перемежающиеся горами, высокогорьем и долинами пересыхающих рек (вади) на севере, где оазисы позволяют древним городам и поселениям выживать в негостеприимной Сахаре.
В 1943 году, в ходе Второй мировой войны, французские войска оккупировали историческую область Феццан и территорию Гадамес, включая одноимённый город в оазисе на западе Ливии, находящийся примерно в 549 км юго-западнее Триполи, у границ с Алжиром и Тунисом. В частности, Феццан был занят войсками «Свободной Франции», наступавшими из Чада.
Во время нахождения Феццана и Гадамеса под французским управлением была организована и действовала до 1951 года соответствующая почтовая служба. В 1943—1946 годах в обращении там были почтовые марки Алжира.

## Выпуски почтовых марок

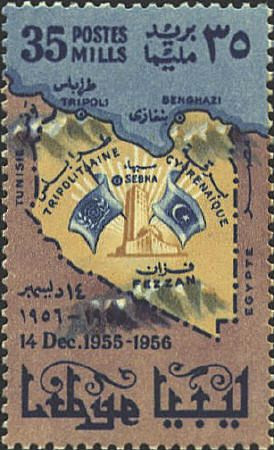

### Феццан—Гадамес
В 1943 году на марках Италии и Ливии производились надпечатки: фр. «Fezzan — Occupation française» («Феццан. Французская оккупация»); «RF» («Французская Республика») и др. В 1946—1949 годах в почтовое обращение поступали марки оригинальных рисунков с надписями: «RF. Fezzan — Ghadames» («Французская Республика. Феццан — Гадамес»); «Territoire militaire» («Военная территория»)[≡].
Кроме того, применялись надпечатки на марках Киренаики с надписью англ. «Libya» («Ливия») и соответствующим арабским текстом.
Все марки территории Феццан—Гадамес были изъяты в 1951 году, и взамен их начали использовать марки Ливии для этой же территории. С 1952 года здесь стали употреблять только почтовые марки Ливии.
По данным Л. Л. Лепешинского, в общей сложности за период с 1943 по 1952 год было издано 25 почтовых марок.

### Феццан
На выпускавшихся оригинальных марках Феццана встречаются следующие надписи: фр. «Territoire militaire Fezzan» («Военная территория Феццан»); «Postes» («Почта»); «Poste aérienne» («Авиапочта»).
Всего для территории Феццан выходило 59 почтовых и 11 доплатных марок. Эти почтовые марки были заменены в 1951 году новыми — с французской надписью «Territoire Fezzan» («Территория Феццан»).

### Гадамес
Гадамес эмитировал собственные почтовые марки в 1949 году. На них имелись надписи: «Ghadamès. Territoire militaire» («Военная территория Гадамес»); «Postes» («Почта»); «Poste aérienne» («Авиапочта»).
Всего для территории Гадамес было выпущено десять почтовых марок. После вхождения Гадамеса в 1951 году в состав Ливии в обращении стали употребляться марки Ливии.